# Биргер-Ярлсгатан

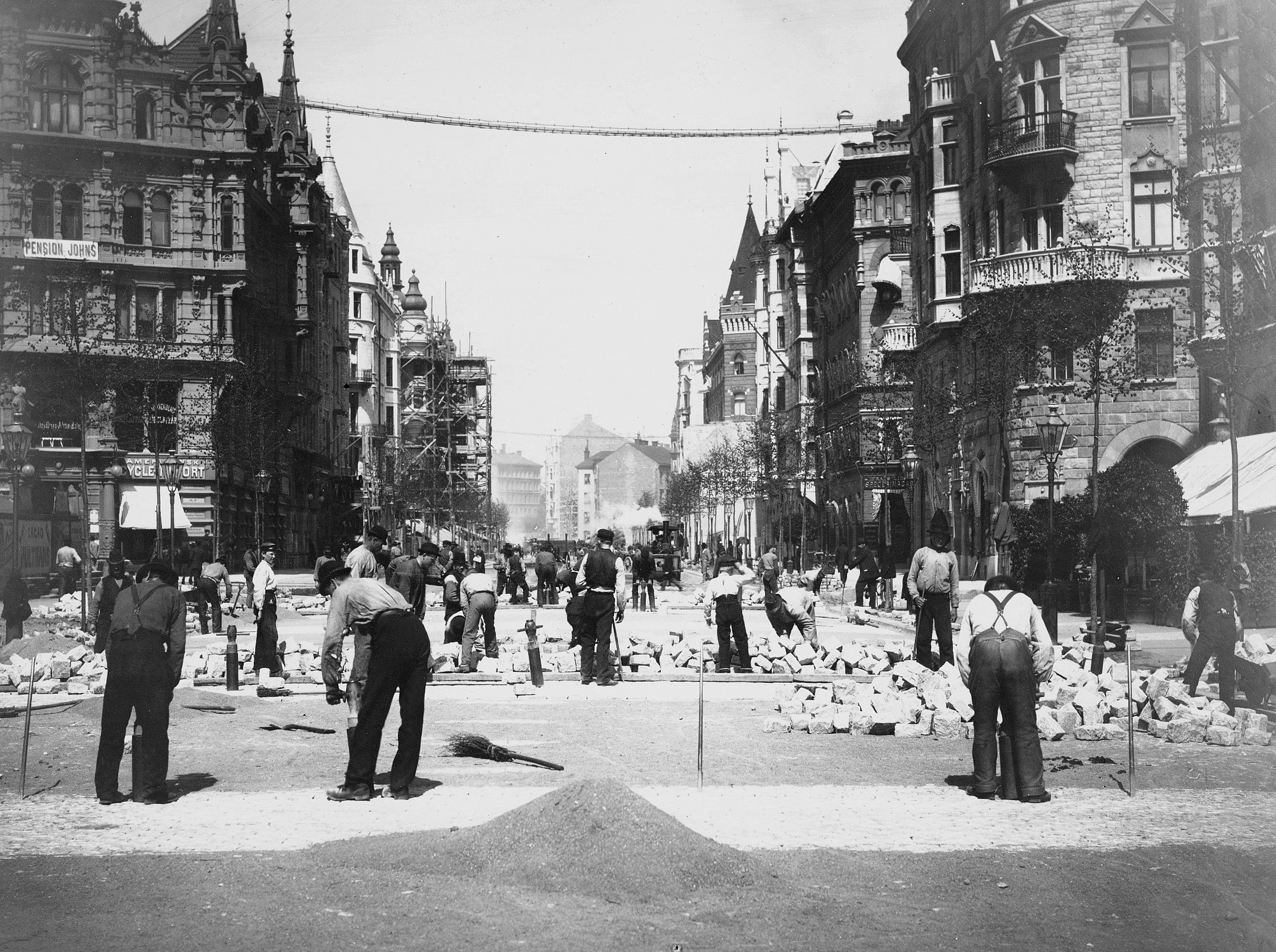
Строительство улицы в 1898 году.

Биргер Ярлсгатан (швед. Birger Jarlsgatan) — одна из самых длинных улиц в центре Стокгольма. Улица отделяет торговый район Эстермальм от двух соседних районов Норрмальм и Васастаден.
В 1885 году названа в честь Ярла Биргера: «Биргер Ярлс Гата» («Гата» означает «улица»). Современное название используется с 1932 года.
На улице расположены площадь Стуреплан, Академия Балета, кинотеатр Zita. Здесь также находятся некоторые эксклюзивные магазины Стокгольма, представляющие бренды Gucci, Max Mara, Louis Vuitton, Georg Jensen и Versace.
По четной стороне находятся: греческий кафедральный собор Георгия Победоносца (строение 92) и Преображенская церковь (болгарская) (строение 98).